# Jean de la Grille
Pour les articles homonymes, voir Jean de Châtillon.

Jean de Châtillon, connu aussi sous le nom de Jean de la Grille, (né en 1098 et décédé le 1er février 1163), fut le premier abbé de l'abbaye Sainte-Croix de Guingamp (1134-1144), puis évêque d'Aleth de 1144 à 1146, et de Saint-Malo de 1146 à 1163.

## Biographie
Né en 1098 d'après l'abbé François Manet, de parents de « fortune modeste » selon Albert Le Grand, et originaire de Châtillon-sur-Seiche près de Rennes selon la tradition, ou de Châtillon-en-Vendelais près de Vitré. Il n'aurait ainsi, malgré son surnom, aucun lien familial avec le comté de Blois, alors aux mains de la maison de Châtillon. Toutefois, une étude moderne souligne ses liens avec la « mouvance de Blois-Champagne » en s'appuyant sur le fait qu'après avoir fait ses études à Paris, il  entre dans l'ordre cistercien vers 1121, et devient chanoine régulier de l'abbaye de Bourg-Moyen, à Blois. Il est en outre lié avec Pierre de Celle et Henri, évêque de Beauvais et troisième fils du roi Louis VI de France 
Jean est choisi pour diriger la nouvelle abbaye Sainte-Croix de Guingamp fondée en 1134 par Étienne Ier de Penthièvre et son épouse Havoise, elle-même vraisemblablement originaire de la maison de Blois. Selon la tradition, il aurait été élu à la fin de 1142 ou au début de 1143 presque simultanément sur les sièges épiscopaux de Tréguier et d'Aleth, et choisit finalement le second. Le début de son épiscopat est marqué par le long procès qui l'oppose aux moines de Marmoutier pour récupérer l'église Saint-Malo-de-l'Isle que leur avait cédée l'un de ses prédécesseurs Benoît-Judicaël en 1108, pour y transférer son siège épiscopal, au prétexte que Maclou lui-même s'y serait établi.
Les moines bénédictins obtiennent d'abord gain de cause devant le pape Lucius II qui refuse de recevoir Jean de Châtillon à Rome en 1144. Sur le conseil de Bernard de Clairvaux, l'évêque malouin retourne à Rome plaider sa cause devant le nouveau pape Eugène III successeur de Lucius II en 1145, et qui avait été moine à l'abbaye de Clairvaux. Il triomphe finalement le 16 août 1146 lorsque le pape entérine la restitution et impose à l'abbé de Marmoutiers et à ses moines un « silence perpétuel sur ce sujet ». Jean de Châtillon institue un chapitre de chanoines réguliers suivant la règle de l'abbaye Saint-Victor de Paris, dans la nouvelle cathédrale Saint-Vincent de Saint-Malo. Il dote le chapitre de revenus substantiels émanant de nombreuses paroisses (entre 13 et 31) selon les sources et d'entre 10 et 20 % de ceux du diocèse
Huit siècles plus tard lors de la restauration de la cathédrale après 1945, les restes de style roman de l'ancien cloître de ces chanoines furent trouvés dans les ruines d'une maison située à l'angle sud-ouest de la cathédrale dont Jean de Chatillon entreprit la construction. Ses successeurs prennent ensuite définitivement le titre d'« évêque de Saint-Malo ».
Contrairement à son prédécesseur Donoald, il se détourne des ordres religieux traditionnels pour favoriser les ordres nouveaux, cisterciens et augustins. Un de ses actes concerne l'abbaye cistercienne de Boquen, située dans le diocèse voisin de Saint-Brieuc. Il est aussi associé à la fondation de l'abbaye de chanoines réguliers de Saint-Jacques de Montfort où il consacre l'autel majeur de l'abbatiale en 1152, et le premier abbé Bernard en 1162. Il est également présent lors de la refondation de l'abbaye de Buzay, autre implantation cistercienne, par Conan III de Bretagne. Jean de Chatillon est présent lors de la consécration de la cathédrale Saint-Julien du Mans en 1158, et il accompagne l'archevêque de Tours au concile de Montpellier de 1162.
Il meurt le 1er février 1163, et fait l'objet d'un culte populaire local. Il faut d'ailleurs protéger son tombeau (toujours visible dans le chœur de la cathédrale Saint-Vincent de Saint-Malo) de la ferveur des fidèles par une grille de fer, ce qui lui valut son surnom de Jean de la Grille en latin Johannis de Craticula. Sa béatification officielle n'intervint néanmoins qu'en septembre 1517 après l'intervention de l'évêque Denis Briçonnet auprès du pape Léon X. Il est fêté le 1er février, mais faute de canonisation son culte n'a pas beaucoup perduré.

## Hommage
- La ville de Saint-Malo a donné son nom à la place de la cathédrale.

### Articles liés
- Liste des évêques de Saint-Malo
- Diocèse de Saint-Malo